# Waarbeke
Waarbeke is een dorpje in de Belgische provincie Oost-Vlaanderen en een deelgemeente van de stad Geraardsbergen, het was een zelfstandige gemeente tot aan de gemeentelijke herindeling van 1977.
Het dorp ligt in de Denderstreek aan de provinciegrens, waar de Vlaamse Ardennen overgaan in het Pajottenland, te midden van een sterk golvend landschap, waarvan de hoogte varieert van 35 m tot 80 m.

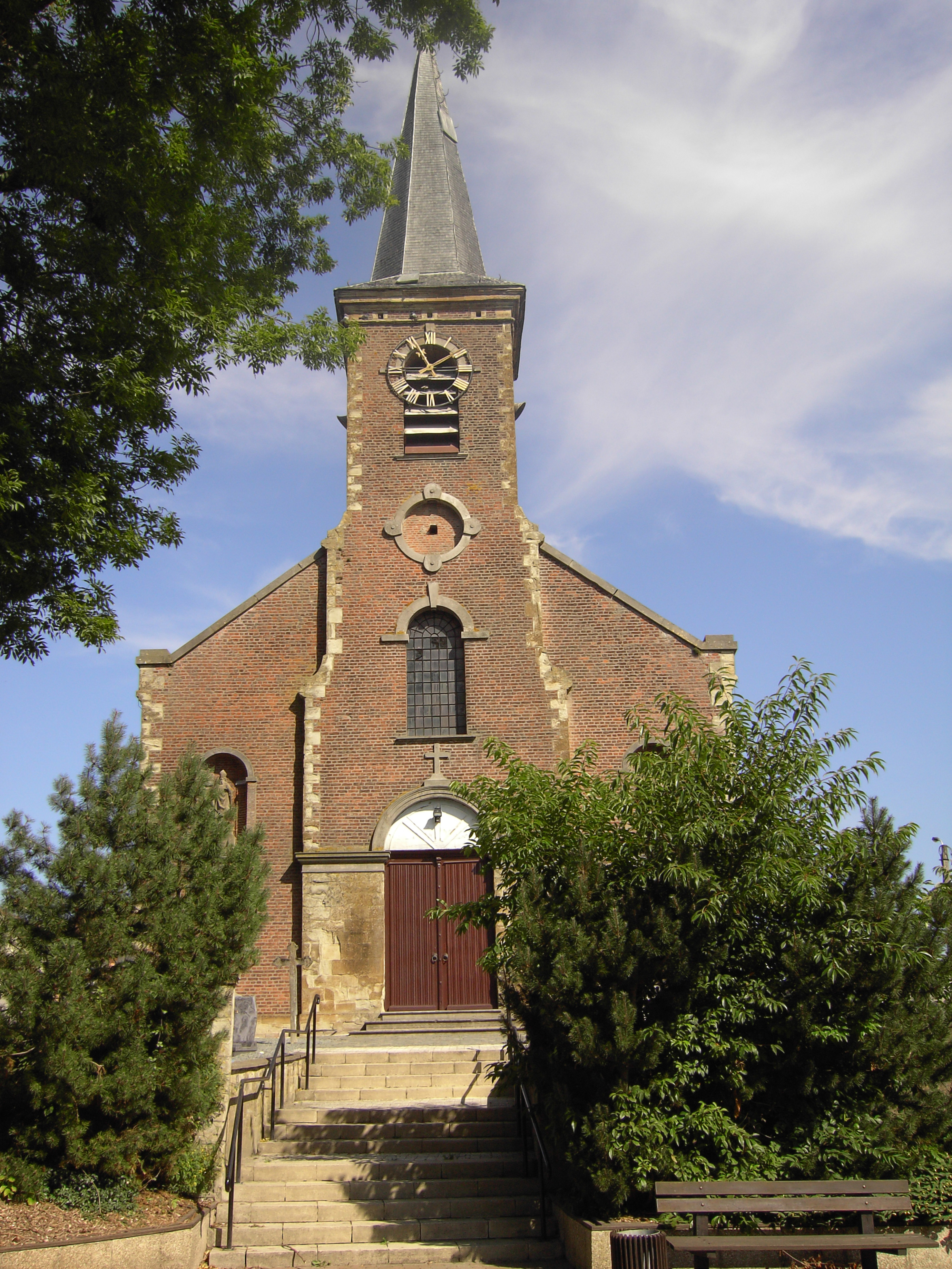
Sint-Amanduskerk

## Geschiedenis
Waarbeke wordt voor het eerst in 1117 vermeld als 'Warbegka', waarbij 'waar' de betekenis van 'sloot' of van 'poel' kan hebben.
De parochie behoorde tot 1658 tot het kerngebied van de Baronie van Boelare, in de kasselrij en het Land van Aalst. Samen met Nieuwenhove vormde ze een heerlijkheid en een vierschaar. In 1658 werd deze heerlijkheid van de baronie van Boelare losgekoppeld en kwam ze tot aan de Franse Revolutie aan de familie Van Steenhout of de Steenhault.

## Bezienswaardigheden
- De Sint-Amanduskerk staat op een kleine hoogte. De kerk werd omstreeks 1847 opgetrokken in een losse neoclassicistische stijl. Het smalle en hoge gebouw telt drie beuken en heeft een ingebouwde westertoren, geflankeerd door twee nissen met de beelden van Sint-Amandus en Sint Rochus. De toren bezit een beiaard, geïnstalleerd in 1970; het meubilair is 19e-eeuws.

## Natuur en landschap
Waarbeke ligt op de grens van de Vlaamse Ardennen en het Pajottenland. De hoogte bedraagt 35-80 meter. In het westen vindt men het Raspaillebos.
Het dorp ligt in het hart van het eerste officieel erkende stiltegebied in Vlaanderen: het Stiltegebied Dender-Mark. In het Waerbekehuis of de oude pastorie is de sociaal-culturele beweging Waerbeke ter bevordering van stilte en leefkwaliteit in Vlaanderen (en Brussel) gevestigd.

## Demografische ontwikkeling
- Bronnen:NIS, Opm:1831 tot en met 1970=volkstellingen; 1976 = inwoneraantal op 31 december

## Toerisme
Door dit dorp loopt onder meer de Denderroute zuid.

## Nabijgelegen kernen
Nieuwenhove, Galmaarden, Vollezele, Grimminge, Atembeke
Deelgemeenten: Geraardsbergen · Goeferdinge · Grimminge · Idegem · Moerbeke · Nederboelare · Nieuwenhove · Onkerzele · Ophasselt · Overboelare · Schendelbeke · Smeerebbe-Vloerzegem · Viane · Waarbeke · Zandbergen · Zarlardinge

Overige plaatsen: Atembeke · Smeerebbe · Vloerzegem

Belgische gemeenten · Arrondissement Aalst · Oost-Vlaanderen · Vlaanderen